# Contaminated
Contaminated ist eine australische Death-Metal-Band aus Melbourne, die 2013 gegründet wurde.

## Geschichte
Die Band wurde 2013 von Lachlan McPherson gegründet. Im folgenden Jahr stieß Christoph Winkler als Schlagzeuger hinzu. 2017 erschien über Blood Harvest Records das Debütalbum Final Man. Im September des Jahres spielte die Band zusammen mit Blood Incantation und Arcturus. Im Dezember trat die Gruppe dann auf dem Abschiedskonzert von Blood Duster, zusammen mit Fuck…I’m Dead, Christcrusher, Dead Root, Blunt Shovel, Reaper und Neck Grip auf. Ein weiteres Konzert schloss sich im Januar 2018 zusammen mit Faceless Burial, Shitgrinder, Vile Apparition und Internal Rot an. Für Mai 2018 ist ein Auftritt auf dem Total Attack Festival in Brisbane geplant.

## Stil
L. Saunders von angrymetalguy.com schrieb in seiner Rezension zu Final Man, dass die Band hierauf aggressiven, schmutzigen und barbarischen Death Metal spielt. Die Musik sei der klassischen Form des Genres zuzurechnen und habe einen dunklen Charakter. Typisch für die Musik seien markante Riffs, Blastbeats, groovenden Passagen und sehr tiefe Growls. Letztere klängen auf Dauer jedoch monoton. In den Songs seien Einflüsse von frühen Incantation und Disembowelment sowie generell aus dem US-amerikanischen und europäischen Death Metal und dem Death Doom hörbar. Gelegentlich arbeite man auch Elemente aus dem Brutal Death Metal und Funeral Doom ein. Björn Backes von Powermetal.de rezensierte das Album ebenfalls und fasste die Musik als rohen Old-School-Death-Metal, mit simplem Songwriting, variablen und „bösen“ Riffs und verbittertem Gesang, zusammen. Das Album sei für Fans des radikalen Klangs alter Autopsy-Songs oder Fans von frühen Death sowie Atheist geeignet.

## Diskografie
- 2014: Pestilential Decay (Demo, Eigenveröffentlichung)
- 2015: Promo '15 (Demo, Eigenveröffentlichung)
- 2017: Final Man (Album, Blood Harvest Records)